# 나카오카 마이코
나카오카 마이코(일본어: 中岡 麻衣子, 1985년 2월 15일 ~ )는 일본의 은퇴한 여자 축구 선수이다.

## 국가대표팀 경력
그녀는 2005년 5월 21일 뉴질랜드과의 경기에서 일본 국가대표팀에 데뷔했다. 2005년 동아시아 축구 선수권 대회, 2006년 AFC 여자 아시안컵, 2006년 아시안 게임에 출전했다. 2006년 아시안 게임 은메달 획득. 그녀는 2007년까지 국제 A매치 14경기에 출전했다.

## 통계
| 일본 | 일본 | 일본 |
| 연도 | 출전 | 득점 |
| ---- | ---- | ---- |
| 2005 | 3    | 0    |
| 2006 | 10   | 0    |
| 2007 | 1    | 0    |
| 통산 | 14   | 0    |